# Martinamor
Martinamor – gmina w Hiszpanii, w prowincji Salamanka, w Kastylii i León, o powierzchni 24,04 km². W 2011 roku gmina liczyła 115 mieszkańców.